# دونگی رینگ
دونگی رینگ (به صربی: Donji Rinj) یک منطقهٔ مسکونی در صربستان است که در بلا پالانکا واقع شده‌است. دونگی رینگ ۱۳ نفر جمعیت دارد.